# 마닐라 인질극

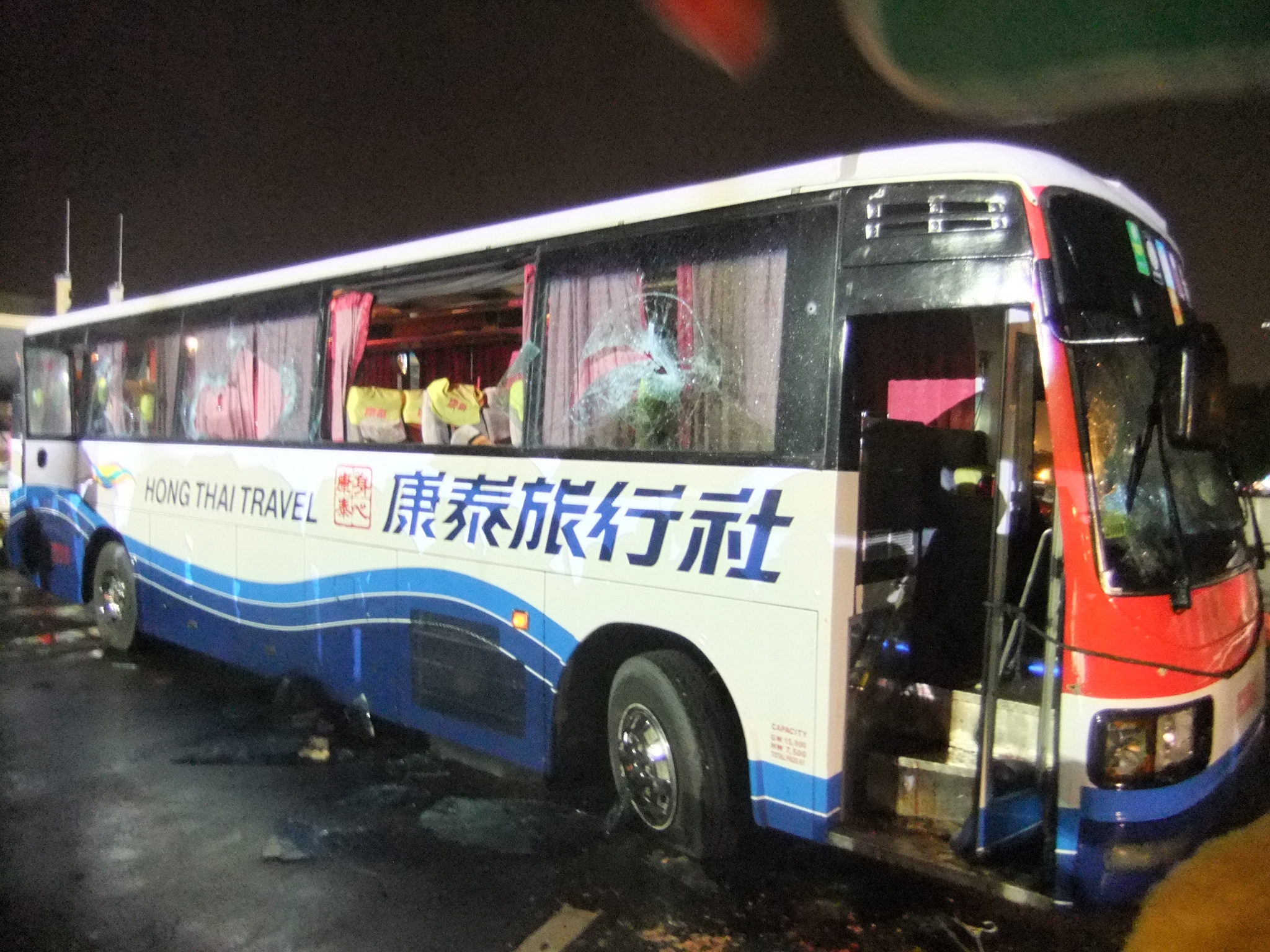
인질극이 발생한 관광버스

마닐라 인질극(Manila hostage crisis)은 2010년 8월 23일에 필리핀 마닐라에서 발생한 인질극이다.
필리핀의 전직 경찰인 롤란도 멘도사가 M16 소총으로 무장하고 자신의 복직을 요구하며 리잘 공원에서 홍콩인 관광객 22명과 필리핀인 3명을 붙잡고 인질극을 벌였다. 이 사건으로 인질극을 벌인 롤란도 멘도사와 홍콩인 인질 8명이 사망하였다.

## 같이 보기
- 베슬란 학교 인질극
- 마빈 히메이어